# Regina Seondeok de Silla
Seondeok a condus ca regină regatul Silla, unul dintre Cele trei regate ale Coreei, din 632 până în 647. Ea a fost cel de-al 27-lea conducător al regatului și prima regină.

## Ca prințesă
Înainte de a de a fi regină, Seondeok a fost cunoscută ca Prințesa Deokman (덕만(德曼)). A fost cea de-a doua din cele trei fiice ale regelui Jinpyeong. Fiul surorii sale, Prințesa Cheonmyeong, în cele din urmă a devenit regele Muyeol când cealaltă soră a reginei, Prințesa Seonhwa, s-a căsătorit cu Regele Mu de Baekje și a devenit mama regelui Uija. Existența Prințesei Seonhwa este controversată datorită descoperirii unor dovezi istorice ce spun că mama regelui Uija ar fi regina Sataek, și nu Seonhwa după cum se arată în înregistrările istorice. 
Deoarece nu a avut nici fii, Jinpyeong a ales-o pe Seondeok ca moștenitorul său. Actul nu a fost neobișnuit în Silla, caci femeile din perioada au avut deja un anumit grad de influență în calitate de consilieri, regine văduve sau regente. În tot regatul, femeile au fost capi de familie, deoarece liniile materne au existat alături de cele paternale. Modelul confucianist ce punea femeia într-o poziție inferioară bărbatului nu a schimbat societatea până în perioada Joseon din secolul 15. În timpul regatului Silla, statutul femeii a fost relativ ridicat, dar nu au încă restricții asupra comportamentului de sex feminin și conduită. Femeile au fost descurajate de la activități care au fost considerate nepotrivite pentru ele.

## Dominare
În 632, Seondeok a devenit conducătorul unic al Silla, și a condus până în 647. Ea a fost prima dintre cele trei conducători de sex feminin a regatului (celelalte două sunt: Jindeok de Silla și Jinseong de Silla), și a fost succedată de verișoara ei Jindeok, ce a domnit până în 654.
Domnia lui Seondeok a fost o violentă; răscoalele și luptele în regatul vecin Baekje au umplut zilele ei. Cu toate acestea, în cei 14 ani ca regină, inteligența era în avantajul ei. Ea a ținut regatul împreună și a extins legăturile cu China, trimite acolo oameni de știință pentru studia. Ca și împărăteasa Tang Wu Zetian, ea a fost atrasă de Budism și prezidat finalizarea templelor budiste. Ea a construit Turnul din Coreea de Sud.
Bidam de Silla se spune că a condus o revoltă, cu un sloganul "guvernanții de sex feminin să nu se poată pronunța în țară " (女主不能善理). Legenda spune că în timpul revoltei, o stea a căzut și a fost interpretat de către adepții Bidam ca un semn de sfârșit al domniei reginei. Kim Yu-sin, marele general al regatului, a sfătuit-o pe Regină să înalțe un zmeu ca un semn că Steaua e din nou în locul său. 
Yeomjong a declarat că aproximativ 10 zile după răscoala Bidam, el și 30 din oamenii lui să fie executați (Regina Seondeok a murit pe 8 ianuarie, Bidam a fost executat la 17 ianuarie, după ce Regina Jindeok a luat tronul).

## Legende
Se crede că selecția lui Seondeok ca succesor al tatălui său a fost atribuită datorită inteligenței sale, atunci când ea a fost o prințesă. O astfel de poveste (ce apare și în Samguk Sagi și Samguk Yusa) implica faptul că tatăl său a primit o cutie cu semințe de bujor de la împăratul Taizong din Tang însoțită de o pictură ce reprezenta niște flori. Uitându-se la pictură, nemăritata Seondeok remarcă că florile sunt frumoase, dar este păcat că nu miros. "Dacă a făcut-o, nu ar fi bine să fie fluturi și albine în jurul florii în pictură." Observarea lipsei mirosului care s-a fost dovedit corectă este o ilustrare, printre multe altele, a inteligenței ei și capacității de a se pronunța. 
Există două alte exemple ale capacității neobișnuite a lui Seondeok de a percepe evenimentele înainte de apariția lor. Într-unul, se spune că Seondeok auzit odată o hoardă de broaște albe orăcăind din iazul Porții de Jad în timpul iernii. Seondeok a interpretat acest lucru pentru a indica un atac iminent din partea Baekje (Broaștele orăcăind au fost observate ca soldați furioși) la nord-vest (alb simbolizând vest în astronomie) de Silla, la Valea Muierii (interpretat ca Poarta de Jad, un termen legat de femei). Când ea a trimis generalii ei în Valea Muierii, au fost capabili de a captura cu succes două mii de soldați din Baekje.
Al doilea moment este despre moartea ei. Câteva zile înainte de moartea ei, ea a adunat toți funcționari bidded, "Când voi muri, mă îngropați lângă Dori-Cheon (忉 利 天," raiul întristat de fond ")." Decenii după moartea ei, Munmu de Silla, al treizecilea rege construiește Sacheonwang-sa(四天王寺 "Templul Regelui celor Patru Ceruri ") în mormântul ei. Apoi, nobilii și-au dat seama că una dintre zicerile lui Buddha, "Dori-Cheon este mai presus de Sacheonwang-Cheon" a fost realizată de către regină.

## Familie
- Tata: Regele Jinpyeong (眞平王 진평왕)
- Mama: Lady Maya din clanul Kim (摩耶夫人金氏 마야부인김씨)
- Surori:

1. Prințesa Cheonmyeong (天明公主 천명공주)[4]
2. Prințesa Seonhwa

- Cumnați:

1. Kim Yong-chun (金龍春 김용춘), soțul Prințesei Cheonmyong, al treisprezecelea Pungwolju.
2. Jang Seo-dong (璋暑童 장서동), soțul Prințesei Seonhwa (supoziție), mai târziu Mu of Baekje (武王 무왕).

- Nepoți și Nepoate:

1. Kim Chun-chu (金春秋 김춘추), primul băiat al Prințesei Cheonmyeong și Kim Yong-chun, al 18-lea Pungwolju, mai târziu regele (Taejong) Muyeol (太宗武烈王 태종무열왕).
2. Kim Yeon-chung (金蓮忠 김연충), al doilea băiat al Prințesei Cheonmyeong cu Kim Yong-chun.
3. King Uija (義慈王 의자왕), singurul băiat al Prințesei Seonhwa (supoziție).

- Verisor: Kim Seung-man (金勝曼 김승만), singura fată a lui Galmunwang Gukban (國飯葛文王 국반갈문왕)[5] cu Lady Wolmyeong (月明夫人 월명부인); mai târziu Queen Jindeok (眞德女王 진덕여왕).
- Soți:
  - Versiunea din Cartea celor 3 hani: Galmunwang Eum (飮葛文王 음갈문왕) - posibil căsătorit cu aceasta după primul an de domnie.
  - Conform Analelor Hwarangilor:

1. Kim Yong-chun (金龍春 김용춘), soțul Prințesei Cheonmyeong, al treisprezecelea Pungwolju.
2. Heumban (欽飯 흠반) - una dintre rudele lui Queen Seondeok.
3. Eulje (乙祭 을제) - a domnit în locul reginei pe timp de război.